# Jens Nowotny
Jens Nowotny (Malsch, 11 de enero de 1974) es un exfutbolista alemán que jugó como defensa en el Dinamo Zagreb y previamente en el Bayer Leverkusen, el Karlsruher SC, el Germania Friedrichstal, y el SV Spielberg. Fue convocado para la selección de fútbol de Alemania para la Copa Mundial de Fútbol de 2006 después de una ausencia por dos años del fútbol internacional. Se cree que a la edad de 32 años su experiencia le ganó un lugar en la selección, para impulsar a los defensas jóvenes e inexpertos. Ha jugado 48 veces en la selección de fútbol de Alemania
En enero de 2007 decidió dar por finalizada su carrera como jugador, debido a muchísimas lesiones que habían mermado su proyección como futbolista.
Actualmente desempeña el cargo de director ejecutivo de la empresa de representación de jugadores INSOCCER.

## Participaciones en Copas del Mundo
| Mundial                        | Sede     | Partidos | Goles | Resultado    |
| ------------------------------ | -------- | -------- | ----- | ------------ |
| Copa Mundial de Fútbol de 2006 | Alemania | 1        | 0     | Tercer lugar |

## Participaciones en Eurocopa
| Torneo        | Sede                   | Resultado    |
| ------------- | ---------------------- | ------------ |
| Eurocopa 2000 | Bélgica y Países Bajos | Primera fase |
| Eurocopa 2004 | Portugal               | Primera fase |

## Clubes
| Club                | País     | Año       | Partidos | Goles |
| ------------------- | -------- | --------- | -------- | ----- |
| Karlsruher SC       | Alemania | 1991-1996 | 111      | 8     |
| Bayer 04 Leverkusen | Alemania | 1996-2006 | 263      | 5     |
| Dinamo Zagreb       | Croacia  | 2006      | 10       | 0     |